# Niemoj
Niemoj – staropolskie imię męskie, złożone z dwóch członów: nie- (negacja) i -moj ("mój"). Być może powstało przez negację imion z członem Moj- (takich, jak Mojmir).